# Regina Strassegger
Regina Strassegger (* 1955) ist eine österreichische Journalistin des Österreichischen Rundfunks.

## Leben
Nach dem Grundstudium der Zeitgeschichte an der Universität Graz führte Strassegger 1980 ein Forschungsstipendium ins südliche Afrika. Danach folgten drei Jahre entwicklungspolitische Projektarbeit in Namibia inklusive eines Post-Graduate-Studiums in Edinburgh in den Jahren 1983/84. Nach der Einreiseverweigerung durch das südafrikanische Apartheid-Regime 1985 nahm sie wieder ihre Dissertationsarbeit „Die Geschichte der Ovambo-Wanderarbeiter während der deutschen Kolonialzeit“ an den Universitäten Graz und Joensuu in Finnland in Angriff.
Zwischen 1989 und 2013 arbeitete Regina Strassegger als Dokumentarfilmerin im Österreichischen Rundfunk, sowie zwischenzeitlich als Wahlbeobachterin für UNO, OSZE und als Konsulentin für das Österreichische Amt für Auswärtige Angelegenheiten und das Institut für Internationale Zusammenarbeit/Horizont 3000 in Kambodscha, Namibia, Äthiopien, Eritrea, Südafrika, Mosambik und Montenegro. Von 2001 bis 2003 übernahm sie die Projektverantwortung für das Vorhaben Kulturhauptstadt Graz 2003 Inge Morath Grenz.Räume.
Seit Januar 2014 arbeitet sie als freischaffende Journalistin, Autorin und Projekt-Entwicklerin.

## Dokumentarfilme (Auswahl)
- Chaos am Kaukasus, Georgien, 1992;
- Krieg oder Frieden im Land der Khmer, Kambodscha, 1993;
- Friede auf Abruf, Mazedonien, 1993;
- „Wir hier brauchen deitsche Ordnung“, Ukraine, 1993;
- Keine Arbeit in Europa, Österreich, Deutschland, Schweden, 1994;
- Der General und sein Bruder, Südafrika, 1994;
- „Es reicht wir gehen“, Österreich, Schweden, Russland, 1995;
- „Ich bin ein Herero-Deutscher“, Namibia, 1995;
- Maforga. Die Farm der Freifrau, Mosambik, Deutschland, 1995;
- Schatten im Paradies, Dominikanische Republik, Österreich, 1996;
- Weite Wege, Nepal, 1996;
- Illusionslos, Deutschland Ost, 1996;
- „Traurig aber wahr“, Österreich, 1997;
- Einfach himmlisch, Österreich, Frankreich, 1997;
- Die Unbeugsamen, Österreich, 1998;
- Auf wilden Fährten, Oman, 1998;
- „Go Africa, go“, Südafrika, Mosambik, 1998;
- „Wer Gewalt sät...“, Mazedonien, Kosovo, 1999;
- Zwischen Christos und Allah, Russland, 2000;
- Entscheidung in Montenegro, Montenegro, 2000;
- „Die Synagoge war mir Heimstätte“, Österreich, Israel, USA, 2000; Passion Balkan, Bosnien, Mazedonien, 2001;
- Inge Morath – Grenz.Räume, USA, Slowenien, Österreich, 2002;
- Bischof gegen Bomben, USA, Irak, 2003;
- Nelson Mandela. Freiheitskämpfer, Ikone, Versöhner, Zwischen Vision und Wirklichkeit, Südafrika, 2004/2008;
- Ein Papst scheidet die Geister, Polen, Italien, Österreich, Kuba, Israel/Palästina, 2005;
- LICHTBLICKE, Porträts von Menschen, die das Schicksal bekehrten – Österreich, USA, Ägypten, Slowakei, Kroatien, Rumänien, 2005;
- „Ohne meine Bilder wäre ich tot“, Finnland, Ungarn, Italien, 2007;
- „Gott mit uns“, Georgien, Russland, 2008;
- Carl Djerassi. Formeln des Lebens, USA, Österreich, 2008;
- Westöstliche Diwangeschichten, Österreich, Türkei, Ägypten, 2009;
- Um Gottes Willen, Südafrika, 2009;
- Katharsis Now, Griechenland 2010;
- Grenz.Welten, Österreich, Israel/Palästina, 2011;
- Gebete für die Freiheit, Ägypten, 2011;
- Hilfe im Feuerring, Indonesien, 2012;
- Wüste(n)Zone Mali, 2013;
- Die verratenen Gebete, Ägypten, 2013;
- Nelson Mandela. Ein Leben für die Freiheit. Nachruf, 2013

## Publikationen
- Weltläufige Notizen. In: Wolfgang Mantl (Hg.), Lebenszeugnisse, Böhlau, 2015.
- Augenblicke im Strom der Zeit. In: Karl Acham (Hg.), Kunst und Geisteswissenschaften in Graz, Böhlau, 2009;
- Jenseits von 1001 Nacht. Auf den Spuren des Freiherren von Hammer Purgstall. In: Gerfried Sperl, Michael Steiner (Hg.), WAS. Der Osten naht, Leykam, 2006;
- Inge Morath. Letzte Reise, Prestel München, London, Berlin, 2002 (Deutsch/Englisch);
- Die Geschichte der Ovambo-Wanderarbeiter auf den Diamantenfeldern Deutsch-Südwestafrikas, In: Basler Afrika Bibliographie, 1990;
- Der Papst als Auserwählter. In: Michael Fleischhacker, Thomas Götz (Hg.), Der Wasserträger Gottes, Kleine Edition, 1998;

## Auszeichnungen
- JournalistInnenpreis im Bereich Entwicklungszusammenarbeit des Landes Steiermark, Anerkennungspreis für JournalistInnenteam der „Courage“ (1991)[1]
- Preis des Landes Steiermark für besondere journalistische Leistungen, 1992
- Anerkennungspreis in der Kategorie Dokumentation des Kathmandu Film Festivals, 1999
- Preis des Landes Steiermark für die Berichterstattung aus der „Dritten Welt“, 2002[2]
- Auszeichnung des Austrian Cultural Forum New York für Inge Morath. Last Journey, 2003;
- Prälat-Leopold-Ungar-JournalistInnenpreis, 2004[3]
- Goldenes Ehrenzeichen des Landes Steiermark, 2005;
- Europäischer CIVIS Medienpreis für Integration, Finale „Best of Three“, 2008[4]
- Großer Josef-Krainer-Preis, 2015.[5][6]